# 斯帕拉多克角

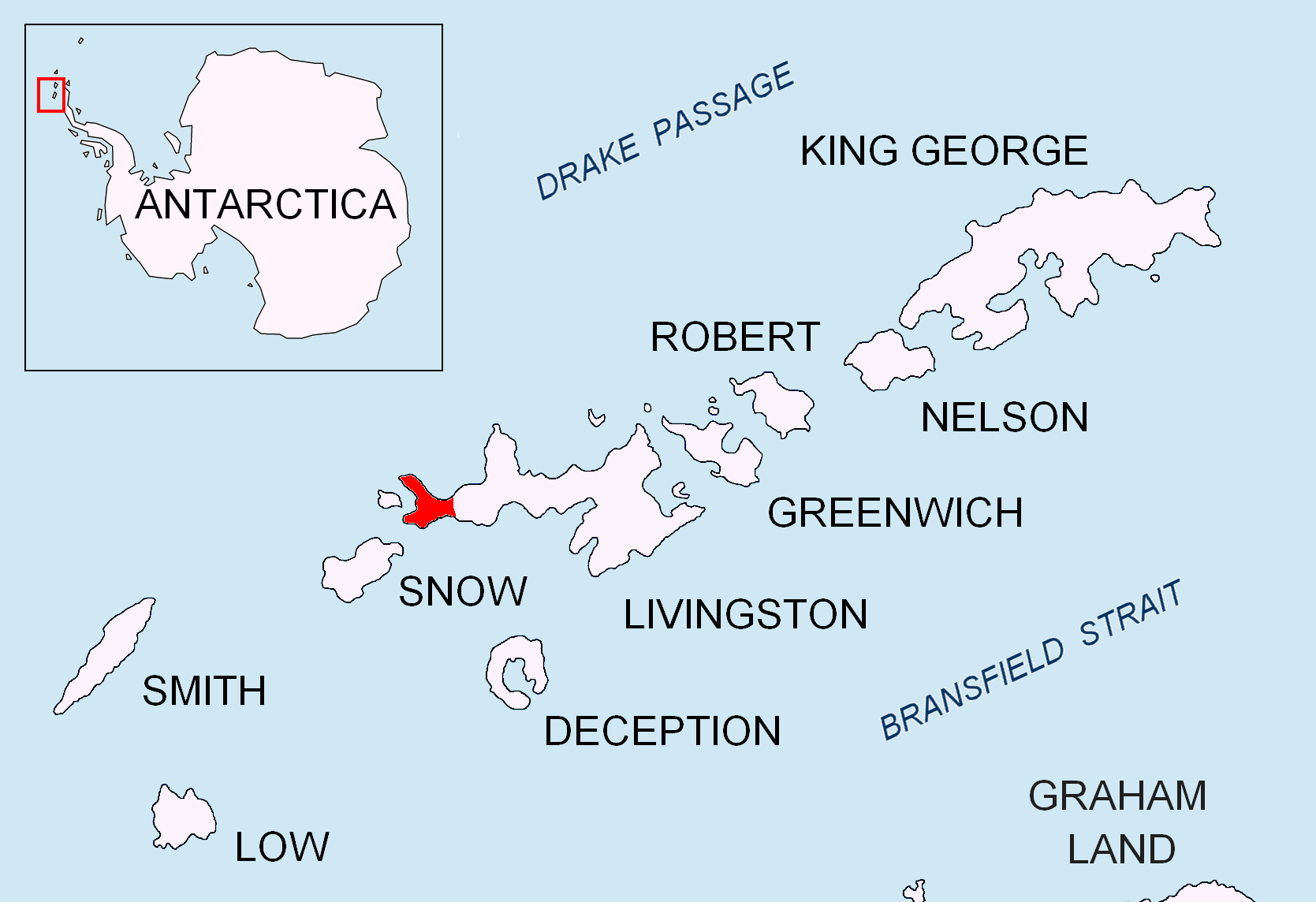

斯帕拉多克角是南極洲的海岬，位於南設得蘭群島的利文斯頓島，處於內德利亞角西南面1.6公里和萊爾角東南面2.2公里，現時由南極條約體系管理。
62°37′23″S 60°59′54″W / 62.62306°S 60.99833°W

## 外部連結
- Sparadok Point. （页面存档备份，存于） SCAR Composite Gazetteer of Antarctica.